# Hel van het Mergelland 1973
De eerste editie van de wielerwedstrijd Hel van het Mergelland werd verreden op 30 juni 1973. De start en finish waren in de Diepstraat in Eijsden. De wedstrijd werd georganiseerd om te vieren dat de Koninklijke Nederlandsche Wielren Unie de Toer- en Wielerclub Heer als volwaardige vereniging had geaccepteerd. TWC Heer organiseerde de wedstrijd voor amateurs tot 20 jaar, samen met de Supportersclub Jo Maas. Men sprak van een hel, want er waren geen honderd meter vlak.

## Uitslagen

### Amateurs tot 20 jaar - 102 km
| Hel van het Mergelland 1973 |                    |                       |          |
| Plaats                      | Naam               | Ploeg                 | tijd     |
| Winnaar                     | Jan Spijker        | Amstel Bier, Kampen   | 2u40'29" |
| 2                           | Johan van der Meer | Amstel Bier, Geleen   | z.t.     |
| 3                           | Frits Pirard       | Amstel Bier, Breda    | +6'52"   |
| 4                           | Jan Langen         | Kerkrade              | z.t.     |
| 5                           | Leo van Vliet      | Honselersdijk         | z.t.     |
| 6                           | Alex Bongers       | Apeldoorn             | z.t.     |
| 7                           | Harry Crijns       | Hoensbroek            | +12"     |
| 8                           | Jim Kruunenberg    | Zwanenburg            | +18"     |
| 9                           | Ad Dekkers         | Amstel Bier, Udenhout | z.t.     |
| 10                          | Mattie Maessen     | Elsloo                | z.t.     |
| 11                          | Henk Mutsaers      | Schijndel             | z.t.     |
| 12                          | J. Brink           | Haarlem               | z.t.     |
| 13                          | Erik Visschers     | Sweikhuizen           | z.t.     |
| 14                          | P. van Kollenberg  | Broeksittard          | z.t.     |
| 15                          | Michel Jacobs      | Bingelrade            | z.t.     |
| 16                          | Jan Jonkers        | Oud-Gastel            | z.t.     |
| 17                          | P. Idema           | Heerlen               | z.t.     |
| 18                          | Jo Maas            | Amby                  | z.t.     |
| 19                          | E. Parker          | Nieuw-Zeeland         | z.t.     |
| 20                          | Roelf Akker        | Winsum                | z.t.     |

### Bergklassement
| Rang | Renner             | Woonplaats | Punten |
| ---- | ------------------ | ---------- | ------ |
| 1    | Johan van der Meer | Geleen     | 9      |
| 2    | Alex Bongers       | Apeldoorn  | 7      |
| 3    | Cor Schuurman      | Breukelen  | 6      |

### Nieuwelingen, 15-16 jaar - 50 km
| Plaats  | Naam        | Ploeg      | tijd     |
| ------- | ----------- | ---------- | -------- |
| Winnaar | Baadjou     | Heerlen    | 1u17'03" |
| 2       | Nelissen    | Beek       | z.t.     |
| 3       | Kleinen     | Waubach    | z.t.     |
| 4       | Schlenter   | Eys        | z.t.     |
| 5       | Maessen     | Maasbracht | + 26"    |
| 6       | Knippenberg | Hoensbroek | z.t.     |
| 7       | Van de Berg | Pey-Echt   | z.t.     |
| 8       | Van Wersch  | Meerssen   | +18"     |
| 9       | Meisters    | Hoensbroek | z.t.     |
| 10      | Schlenter   | Eys        | z.t.     |

### Aspiranten 12-14 jaar - 25 km
| Plaats  | Naam           | Ploeg        | tijd   |
| ------- | -------------- | ------------ | ------ |
| Winnaar | Ad Wijnands    | Maastricht   | 40'32" |
| 2       | Driessen       | Elsloo       | z.t.   |
| 3       | Meertens       | Eijsden      | z.t.   |
| 4       | Loomans        | Maastricht   | + 17"  |
| 5       | Snijders       | Halfweg      | + 55"  |
| 6       | Frantzen       | Heer         | z.t.   |
| 7       | Van de Wierden | Sittard      | z.t.   |
| 8       | Beeldhonners   | Meerssen     | z.t.   |
| 9       | Van Diemen     | Leeuwarden   | z.t.   |
| 10      | Polak          | Heinkenszand | z.t.   |

1973 · 1974 · 1975 · 1976 · 1977 · 1978 · 1979 · 1980 · 1981 · 1982 · 1983 · 1984 · 1985 · 1986 · 1987 · 1988 · 1989 · 1990 · 1991 · 1992 · 1993 · 1994 · 1995 · 1996 · 1997 · 1998 · 1999 · 2000 · 2001 · 2002 · 2003 · 2004 · 2005 · 2006 · 2007 · 2008 · 2009 · 2010 · 2011 · 2012 · 2013 · 2014 · 2015 · 2016 · 2017 · 2018 · 2019 · 2020 · 2021 · 2022 · 2023 · 2024